# Listă de dansuri populare românești
Pentru altceva, vedeți Dansuri populare românești (dezambiguizare)
Mai jos este prezentată o listă de dansuri populare românești.
La un prim nivel de studiu, aceste dansuri se grupează în categorii cu un grad mai mare de generalitate și răspândire în diverse regiuni ale țării. Urmează o listă a acestor grupuri; totuși, lista propriu-zisă (alfabetizată) cuprinde dansuri specifice, practicate în zone cu mult restrânse și caracterizate prin trăsături care le diferențiază de alte dansuri asemănătoare, aparținând de același grup. Numele dansurilor individuale, cel mai adesea, adaugă la numele grupului de dansuri denumirea localității sau a etniei de proveniență. De exemplu, brâul reprezintă un grup de dansuri, în vreme ce brâul ciclovenilor și brâul borlovenilor sunt dansuri individuale, componente ale respectivului grup. Cele mai importante grupuri de dansuri sunt:
| - Alunelul - Arcanul - Ardeleana - Bătuta - Brâul și brâulețul - De doi - Geamparale | - Hora - Pe loc - Polca - Roata - Rustemul - Sârba - Sorocul |

Sonia

### A
- Abrudeana
- Arcanul bătrânesc
- Ardeleana ca pe Valea Almajului
- Ardeleana de la Rugi
- Ardeleana măzărica
- Ardeleana bănățeană
- Alunelul bătut
- Alunelul de la Goicea
- Alunelu de la Vladila
- Ariciul
- Amploaieții

### B
- Balta lui Barbu
- Bărbuncul
- Bătuta de la Tudora
- Bătuta de la Vorona
- Bătuta de la Enisala
- Băițeneasca
- Băluța
- Bobocica
- Boiereasca
- Brașoveanca
- Beștepeanca
- Brâul almăjenilor
- Brâul bătrân
- Brâul borlovenilor
- Brâul carpenilor
- Brâul ciclovenilor
- Brâul de la Marga
- Brâul lui Murgu
- Brâul lui Toma
- Brâul de la Bran
- Brâul lui Stan
- Brâul pe 6
- Brâul pe 8
- Braul de la Tufeni
- Breaza
- Brauletu

### C
- Călușarii
- Ciobănașul
- Ciuleandra
- Chindia
- Crihalma
- Cadaneasca
- Carligele
- Ceasornicul de la Însurăței(dans tradițional din zona Brăilei)
- Ca pe baltă

### D
- Dans din Oaș
- Dansul pe contra-timp din Munții Banatului
- Daolica
- De doi ca la Caransebeș
- De-a lungul
- Dianca
- Drăgăicuța

### F
- Floricica
- Fedeleșul
- Furnica

### G
- Galaonul
- Ghimpele
- Geamparalele (de la Iaslovăț, de la Topraisar)

### H
- Hațegana
- Hodoroaga
- Hora Câmpulungului
- Hora ceasului
- Hora de la Munte
- Hora de la Poiana
- Hora Dumitrii
- Hora fetelor
- Hora mare
- Hora miresei
- Hora nunții
- Hora stângă
- Hora taie rața și cocoșul
- Hora țigăncii de la Moceriș
- Hododârla de la Mușca (sat din jud. Alba)

### Î
- Întoarsa
- Învârtita

### J
- Joc de leagăne
- Joc de perechi din Negrești
- Joc în patru
- Jocul de doi
- Jiana de la Tilișca

### L
- Lugojana
- Leliță cârciumăreasă

### M
- Mărioara
- Mândrulița
- Mințita
- Morișca
- Melcul
- Mocănească
- Măzărica

### P
- Păhărelul
- Pe loc a lui Iefta Lupu
- Pe loc ca la Murava
- Pe loc din Câmpia Banatului
- Pe picior
- Perinița
- Pomulețul
- Popoveanca
- Poșovoaica
- Polcuta
- Pădurețul
- Pamporea

### R
- Rața
- Roata feciorilor din Oaș
- Rustemul ca pe Teleorman
- Rara Retisana

### S
- Salta
- Sălcioara
- Sârba în caruță
- Sârba călușerească
- Sârba oltenească
- Sârba de la Poiana Stampei
- Sârba din cimpoi
- Sârbă de la Fâlfani
- Sârbă dogarilor
- Sârbă lui 22
- Someșana
- Sorocul de la Beregsăul Mare
- Sorocul de la Jebel
- Sorocul de la Seceani
- Spoitoreasca
- Sârba de la Pucheni (AG)
- Sucitoarele

### Ș
- Șchioapa

### T
- Trei păzește de la Bistreț
- Trei păzește de la Dolj
- Tiocul de la Goicea
- Trilișești
- Tarele
- Tarapana
- Tiocul

### Ț
- Țarina de la Abrud
- Țigăneasca